# Lake Tumba
Lake Tumba er en sø i den afrikanske republik Congo
Omkring søen ligger det største Ramsarområde i verden, Tumba-Ngiri-Maindombe